# 旭食品 (山梨県)
株式会社旭食品（あさひしょくひん）は山梨県南巨摩郡富士川町に本社を置く食品製造メーカー。

## 沿革
- 1897年（明治 30年） - 山梨県南巨摩郡鰍沢町1718に、望月市三製糸業創業
- 1925年（大正14年） - 南巨摩郡増穂町1317に、新田工場開設
- 1927年（昭和2年） - 南巨摩郡南部町に南部工場開設
- 1929年 - 山梨県甲府市伊勢町に伊勢工場開設。山梨県中巨摩郡櫛形町桃園に桃園工場開設。山梨県中巨摩郡白根町に在家塚工場開設
- 1942年 - 戦時体制により増穂新田工場を残し他工場は閉鎖。
- 1944年 - 日本製糸製造株式会社に統合され同社増穂工場となる
- 1946年 - 同社解散により還元
- 1954年 - 有限会社に組織変更
- 1955年 - 株式会社に組織変更
- 1984年 - 社名を「株式会社旭食品」に変更
- 1992年（平成4年） - 絵画事業部を設立
- 1994年 - 甲府市内に「アサヒギャラリー」設立